# Hlipiceni
Hlipiceni is een Roemeense gemeente in het district Botoșani.
Hlipiceni telt 3828 inwoners.